# Museo Municipal de Andahuaylas
El Museo Municipal de Andahuaylas es un museo arqueológico situado en la ciudad de Andahuaylas, departamento de Apurímac. El museo es administrado por la municipalidad provincial. La colección cuenta con piezas encontradas en la región, entre cerámicas y momias. Exhibe piezas de la cultura Chavín, Chanka, Wari e Inca.